# Ангерер, Эдмунд
Эдмунд Иоганн Непомук Ангерер (нем. Edmund Johann Nepomuk Angerer; 24 мая 1740, Санкт-Иоганн-ин-Тироль — 7 августа 1794, Фихт) — австрийский композитор, представитель тирольского рококо, а также монах бенедиктинец. один из предполагаемых авторов Игрушечной симфонии.

## Биография

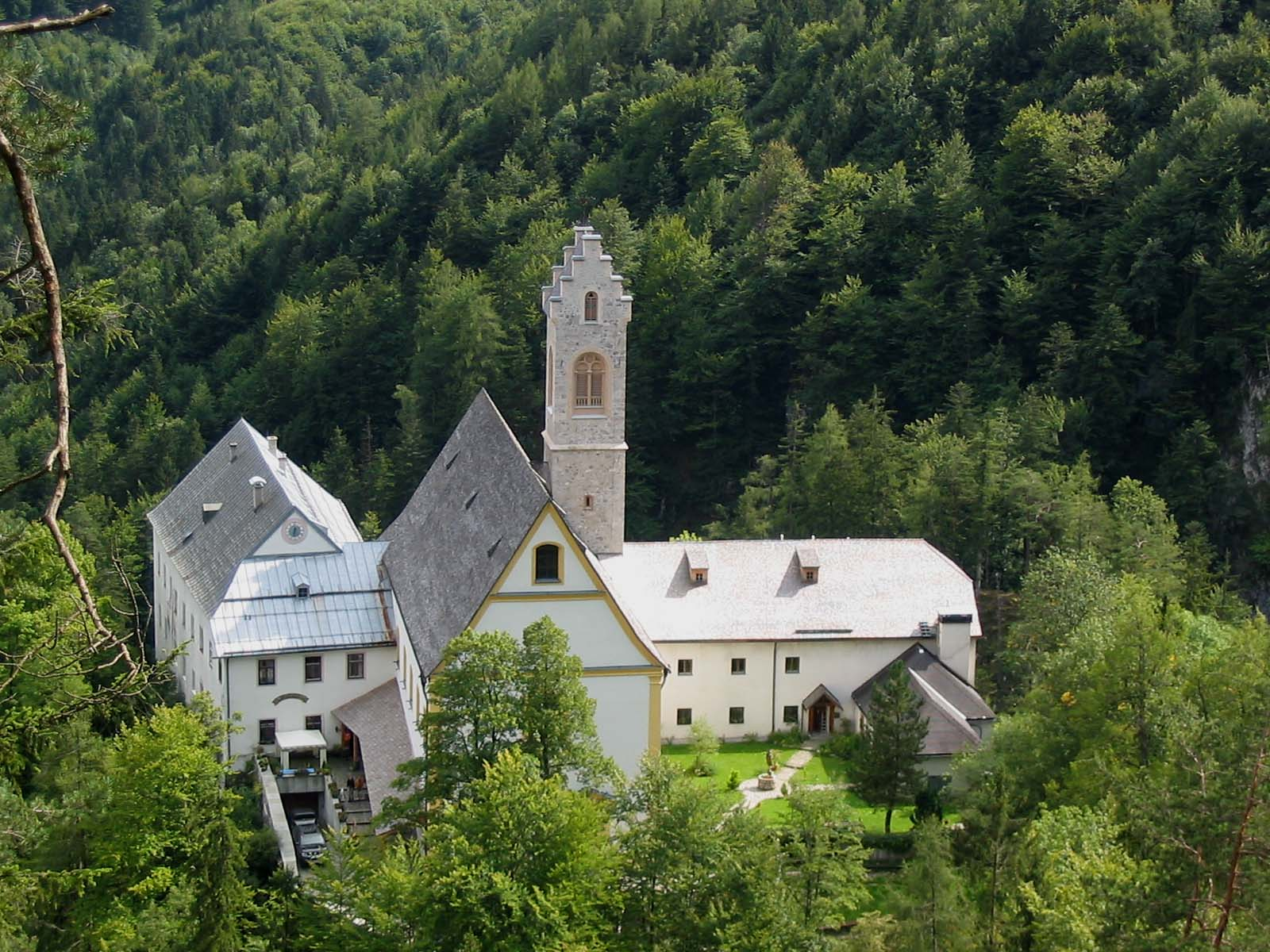
Бенедиктинский монастырь Фихт, где Ангерер преподавал, был хормейстером, органистом, умер и похоронен.

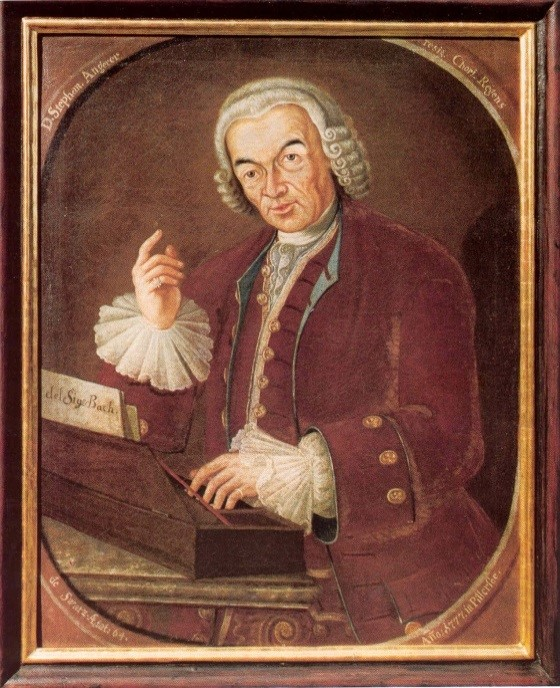
Портрет отца, Стефана Ангерера, к сожалению, портрет Эдмунда Ангерера не сохранился

Родился в ярмарочной общине Санкт-Йоханн в Тироле в семье органиста Стефана Ангерера (1711-после 1777), который дал ему первые музыкальные навыки. В детстве Эдмунд посещал гимназию города Халль в Тироле. С 1754 по 1757 год он был хористом в Королевском церковном хоре, где была прекрасная капелла, а в 1759 году изучал композицию под руководством В. Б. Файтелли. В 1758 году Ангерер поступил в бенедиктинское аббатство Фихт, в то время славившееся своей музыкой. В 1764 году он был рукоположен в священники, был хормейстером аббатства и преподавателем музыки в монастырской школе, пока не заболел в 1793 году. У него были тесные связи с цистерцианским аббатством Штамс, которое он посещал несколько раз, иногда исполняя там свои собственные композиции. Он умер в 1794 году в своём аббатстве.

## Сочинения и авторский стиль
Многие из сочинений Ангерера были утрачены во время пожаров в аббатстве Фихт, и лишь немногие из сохранившихся в других собраниях произведений датированы. Помимо бесчисленных духовных произведений, Эдмунд Ангерер также писал зингшпили и оперетты. Многие из его месс написаны в кантатной манере с использованием свободных текстов на немецком языке. Произведения Ангерера мелодичны и привлекательны по стилю, в них используются тоновая живопись и материал, напоминающий народные песни, с такими особенностями, как глиссандо на альпийском рожке, кроме того он нередко привлекал необычные музыкальные инструменты, такие как труба-ракушка, козлиный рог и глокеншпиль. В связи с этим в 1996 году была выдвинута гипотеза о его авторстве знаменитой «Игрушечной симфонии» («Kindersinfonie»), ранее приписывавшейся Йозефу Гайдну, Михаэлю Гайдну и Леопольду Моцарту; окончательного подтверждения эта гипотеза не получила.